# Ahmad Shah Durrani
Pour les articles homonymes, voir Ahmad Shah.
Ahmad Shah Durrani (احمد شاه دراني, connu également sous le nom de Ahmad Khān Abdālī), né en 1722 à Hérat en Afghanistan et mort en 1772 à Kandahar, est le premier empereur d'Afghanistan, émir de Khorasan, roi du Pendjab, roi du Sind, roi de Mashad, roi du Cachemire et le fondateur de la dynastie Durrani. Il règne sur l'Afghanistan de 1747 à 1772 soit durant 25 ans.

## Biographie
Le jeune Ahmad Khan appartient à la tribu des Abdâlî. Il  est fils de Sâmân Shâh Abdālī et son ancêtre Mâlik Abdal est à l'origine du nom de la tribu. Fait prisonnier par le chah d'Iran Nâdir Shâh, il devient un de ses officiers. En 1747, Nadir Shah est assassiné et Ahmad Khan est élu shah de Khorasan lors d'une Loya Jirga à Kandahar : son titre est changé en Ahmad Shah Dur-i-Durran (roi Ahmad, la perle des perles). À partir de ce jour la tribu Abdali prend le nom de Durrani.

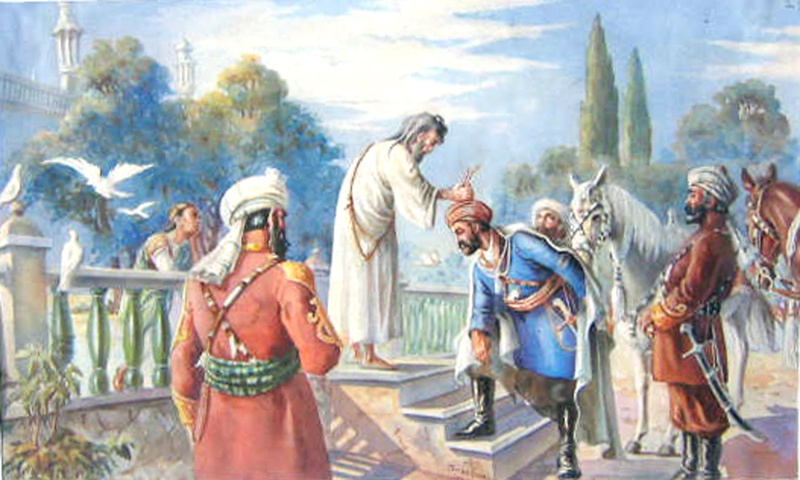
Couronnement d'Ahmad Shah Durrani en 1747, par Abdul Ghafur Breshna.

Ahmad Shah Durrani est considéré par les Afghans comme le père fondateur de l'Afghanistan et porte le titre « Bâbâe Melat » qui, en persan, signifie « père de la Nation »
En 1748, il prend Kaboul, puis poursuit en Inde où il s'empare du Cachemire en 1753, fait six raids sur le Pendjab, pille Mathura en 1756 et, au début de 1757, Delhi durant un mois. Il y prend conscience de la faiblesse de l'Empire moghol qu'il laisse en place après acceptation de sa souveraineté sur le Cachemire, le Pendjab et le Sind. Il prend cependant pour épouse une des princesses de la famille impériale et en accorde quelques autres à son fils Timour Shah, qu'il fait gouverneur du Pendjab et du Sirhind. Il laisse comme vizir à Delhi un chef Rohilla qui a toute sa confiance, mais, à peine a-t-il traversé l'Indus, que son homme assassine l'empereur Azîz ud-Din Âlamgir et installe sur le trône le fils de ce dernier Shâh Âlam II, sa marionnette.
En 1761, il bat l'Empire marathe à la troisième bataille de Pânipat mettant un terme aux conquêtes marâthes dans le Nord du sous-continent et déstabilisant l'empire hindou.
Dans une ultime expédition, il inflige une lourde défaite aux Sikhs, mais doit retourner immédiatement en Afghanistan pour y mater une insurrection. Profitant de ce contretemps, les Sikhs se soulèvent à nouveau et Ahmad doit abandonner tout espoir de maintenir son emprise sur le Pendjab.
Il meurt en 1772, probablement d'un cancer, laissant à son fils Timour Shah l'empire qu'il a fondé. Sa tombe se trouve au sanctuaire de Kherqa Sharif.

## La formation du dernier Empire afghan

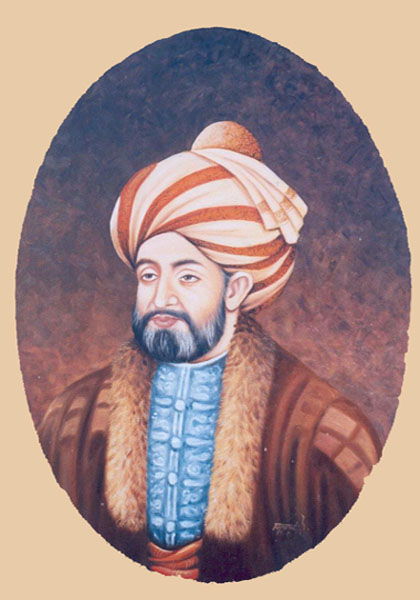
Ici, un portrait en peinture d’Ahmad Shah Durrani, fondateur de l’Empire Durrani et considéré comme le père fondateur de l’Afghanistan moderne. Ce portrait le représente vêtu de riches habits traditionnels, avec un turban imposant et une posture royale, soulignant sa stature de chef d’État et de guerrier.

Bien qu'Ahmad Chah ait nommé ses collègues de clan Durrani (Abdali) pour la plupart des postes militaires les plus élevés, son armée était par ailleurs ethniquement diversifiée avec des soldats également de divers autres groupes ethniques et tribaux, y compris des tribus pachtounes non durrani comme les Ghilji et des groupes non pachtounes tels que Qizilbash, Hazaras, Tadjiks, Ouzbeks et Baloutches. Il a commencé sa conquête militaire en capturant Qalati Ghilji à son gouverneur Ashraf Tokhi, puis a capturé Ghazni, où il a installé son propre gouverneur après quelques combats. Ahmad a ensuite lutté contre Kaboul et Peshawar contre le gouverneur nommé par les Moghols Nasir Khan, et a conquis la région jusqu'à l'Indus. Le 15 juillet 1747, Durrani a nommé Muhammad Hashim Afridi chef des Afridi de Peshawar. Il conquiert Hérat en 1750 et le Cachemire en 1752.

### Invasions indiennes
Peshawar a servi de point pratique pour Ahmad Chah pour ses conquêtes militaires dans l'Hindoustan. De 1748 à 1767, il a envahi huit fois l'Hindoustan. Il a traversé l'Indus pour la première fois en 1748, l'année suivant son ascension - ses forces ont capturé Lahore. En 1749, Ahmad Chah a capturé la région du Pendjab autour de Lahore. La même année, le dirigeant moghol a été incité à lui céder le Sind et tout le Pendjab, y compris le fleuve trans-Indus vital, afin de sauver sa capitale d'être attaquée par les forces de l'Empire durrani Ayant ainsi gagné d'importants territoires à l'est sans combat, Durrani et ses forces se sont tournés vers l'ouest pour prendre possession d'Hérat, qui était gouverné par le petit-fils de Nader, Shah Rukh. La ville est tombée aux mains des Afghans en 1750, après près d'un an de siège et de conflit sanglant ; les forces afghanes ont ensuite poussé vers l'Iran actuel, capturant Nishapur et Mashhad en 1751. Après la reprise de Mashhad en 1754, Durrani a visité le huitième sépulture de l'imam et a ordonné des réparations. Durrani a ensuite gracié Shah Rukh et reconstitué Khorasan. Cela marquait la frontière la plus occidentale de l'Empire afghan telle qu'établie par le Pul-i-Abrisham, sur la route Mashhad-Téhéran.

### Troisième bataille de Panipat
Le pouvoir moghol dans le nord de l'Inde était en déclin depuis le règne d'Aurangzeb, mort en 1707. En 1751-1752, le traité d'Ahamdiya a été signé entre les Marathes et les Moghols, lorsque Balaji Bajirao était le peshwa de l'Empire marathe. Grâce à ce traité, les Marathes contrôlaient une grande partie de l'Inde depuis leur capitale à Pune et la domination moghole n'était limitée qu'à Delhi (les Moghols restaient les chefs nominaux de Delhi). Les Marathas s'effonçaient maintenant d'étendre leur zone de contrôle vers le nord-ouest de l'Inde. Durrani a saccagé la capitale moghole et s'est retiré avec le butin qu'il convoitait. Pour contrer les Afghans, le Peshwa Balaji Bajirao a envoyé Raghunathrao. Il a réussi à évincer Timur Chah et sa cour de l'Inde et a amené le nord-ouest de l'Inde jusqu'à Peshawar sous le règne de Maratha. Ainsi, à son retour à Kandahar en 1757, Durrani a choisi de retourner en Inde et d'affronter les forces marathes pour regagner la partie nord-ouest du sous-continent.
En 1761, Durrani a entrepris sa campagne pour reconquérir les territoires perdus. Les premières escarmouches se sont terminées par une victoire des Afghans contre les garnisons marathes dans le nord-ouest de l'Inde. En 1759, Durrani et son armée avaient atteint Lahore et étaient prêts à affronter les Marathes. En 1760, les groupes marathes s'étaient regroupés en une armée assez grande sous le commandement de Sadashivrao Bhau. Une fois de plus, Panipat a été le théâtre d'une bataille pour le contrôle du nord de l'Inde. La troisième bataille de Panipat a eu lieu entre les forces afghanes de Durrani et les forces marathes en janvier 1761, et a abouti à une victoire décisive de Durrani.

### Montée des Sikhs au Pendjab
Lors de la troisième bataille de Panipat entre Marathes et Durrani, les Sikhs ne se sont pas engagés avec les Marathes et sont donc considérés comme neutres dans la guerre. Cela était dû à la diplomatie imparfaite de la part des Marathes en ne reconnaissant pas leur potentiel stratégique. L'exception était Ala Singh de Patiala, qui s'est rangé du côté des Afghans et a en fait été accordé et a couronné par coïncidence le premier Maharajah sikh au temple saint sikh.

## Titre complet en persan
Inayat-i-Ilahi Padshah-i-Adl Gustar Khusrawi 'Alam Panah Mazhar-i-Lutfu'llah Zill-i-Haq  Ahmad Shâh Bahadur, Dur-i-Durran, Padishah-é Afghanéstan